# 韋利冰原島峰
74°23′S 99°10′W / 74.383°S 99.167°W
韋利冰原島峰（英語：Velie Nunatak），是南極洲的冰原島峰，位於埃爾斯沃思地，處於摩西山以北17公里，屬於哈德森山脈的一部分，美國地質調查局根據測量和該國海軍的空中照片繪入地圖，現時由南極條約體系管理。